# Sedecjasz
Sedecjasz lub Sedekiasz (hebr. צִדְקִיָּהוּ Sidkijjahu), właśc. Mattaniasz (hebr. מַתַּנְיָהוּ Mattanjahu); ur. 618, zm. po 587 p.n.e. − ostatni władca Judy, panował w latach 597 p.n.e.–586 p.n.e.
Mianowany przez Babilończyków na króla państwa żydowskiego, został z powodu buntu obalony i uwięziony przez babilońskiego króla Nabuchodonozora II, który, tłumiąc bunt, zburzył Jerozolimę i uprowadził Żydów do niewoli babilońskiej. Sedecjasz został schwytany po nieudanej próbie ucieczki do doliny rzeki Jordan, oślepiony i uwięziony w Babilonie, gdzie zmarł.
Za czasów Sedecjasza przypadała działalność proroka Jeremiasza.